# The Fame
Albums de Lady Gaga
The Fame Monster
(2009)
Singles
1. Just Dance
Sortie : 8 avril 2008
2. Poker Face
Sortie : 26 septembre 2008
3. Eh, Eh (Nothing Else I Can Say)
Sortie : 10 janvier 2009
4. LoveGame
Sortie : 23 mars 2009
5. Paparazzi
Sortie : 5 juillet 2009

The Fame est le premier album studio de l’artiste américaine Lady Gaga. Sorti le 19 août 2008 sous le label Interscope, il est bâti par plusieurs producteurs incluant RedOne, Martin Kierszenbaum ainsi que Rob Fusari. Les chansons de l’album sont principalement inspirées par l’amour global que Gaga porte à la renommée en plus de traiter de sa vision personnelle des subtilités de la richesse et du mode de vie des célébrités. Musicalement, l’album incorpore plusieurs influences électropop et synthpop des années 1980 tout en contenant des notes dance et des crochets bien définis.
L’album reçoit généralement des bons avis de la part des critiques musicaux, ceux-ci saluant l’habileté de Gaga à découvrir de nouvelles mélodies et comparant sa voix à celle de Gwen Stefani. Commercialement, The Fame est bien accueilli, se classant au premier numéro des hit-parades de nombreux pays tels que le Royaume-Uni, le Canada, l’Autriche, l’Allemagne, la Suisse et l’Irlande. Aux États-Unis, il touche la seconde place du Billboard Hot 200 et domine pendant plus de cent semaines le Billboard Dance/Electronic Albums. Mondialement, l’album s’est vendu à plus de 12 millions d’exemplaires.
Les deux premiers singles issus de The Fame, Just Dance et Poker Face, sont tous deux des succès internationaux — Just Dance trône sur les palmarès de six pays, incluant le Billboard Hot 100 aux États-Unis, alors que Poker Face atteint la première position de presque tous les pays majeurs de l’industrie musicale, et devient par le même fait le second numéro un consécutif de Gaga dans le Hot 100. D’autres singles, Eh, Eh (Nothing Else I Can Say), LoveGame et Paparazzi, sont extraits de l’album. Gaga fait la promotion de l'album en interprétant les pistes y figurant au cours de plusieurs événements, incluant dans sa première tournée mondiale, The Fame Ball Tour. En 2009, The Fame est inclus en tant que disque bonus dans le second album de Gaga, The Fame Monster.
L’album remporte un grand nombre de prix depuis sa sortie. Il, et les titres en étant issus, est nommé pour un total de six Grammy Awards, incluant celui de l’Album de l’Année. The Fame gagne finalement le Grammy du Meilleur Album Dance/Électronique tandis que le single Poker Face se mérite celui du Meilleur Enregistrement Dance. De plus, le 16 février 2010, il gagne le prix du Meilleur Album International à la cérémonie des Brit Awards 2010.

## Développement

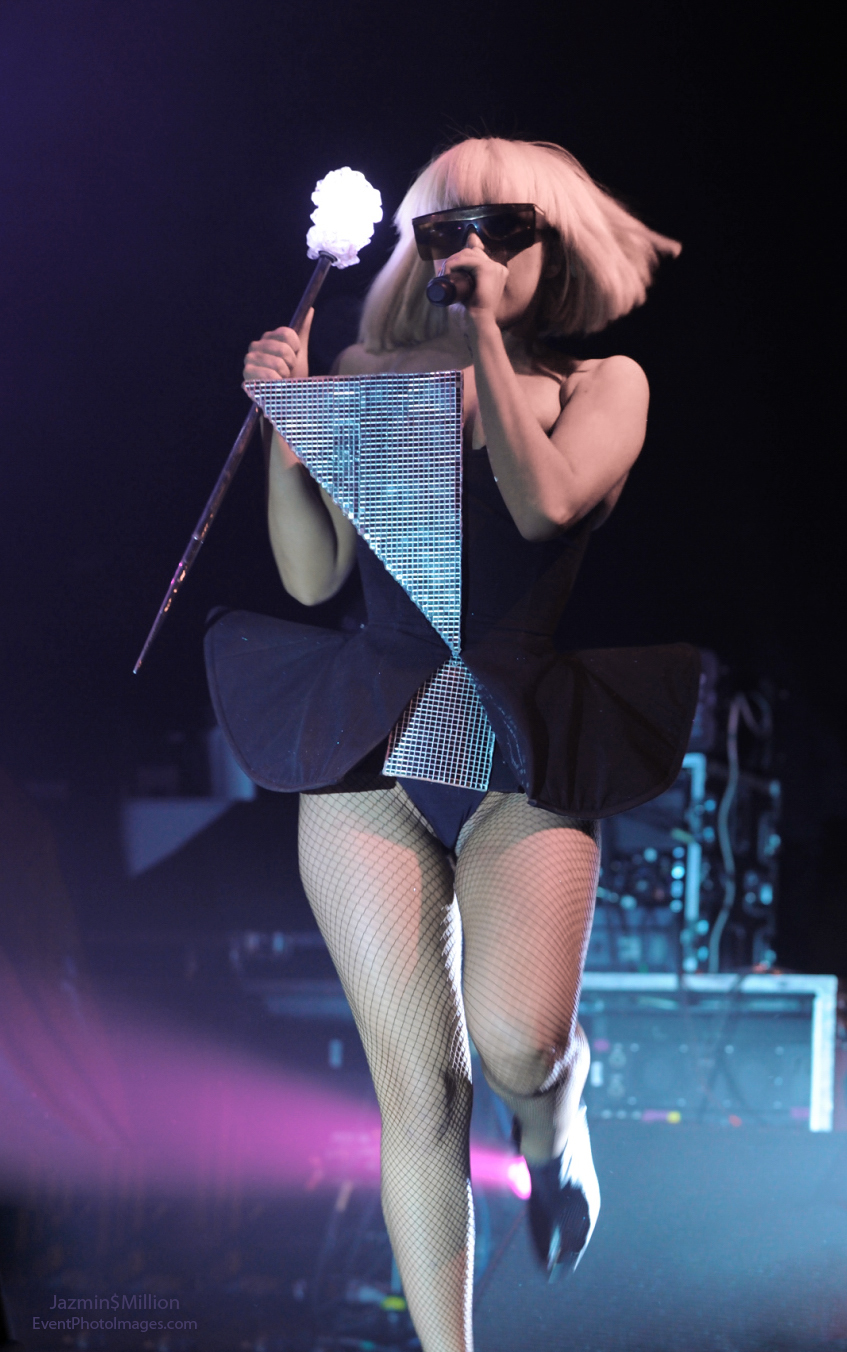
Gaga en mars 2009 lors de sa première tournée, The Fame Ball Tour, chantant le second troisième de l'album, LoveGame.

Alors qu’elle s’établit en tant qu’artiste autonome dans la scène marginale de New York, Gaga sort son premier album studio, The Fame. Parlant du titre et du concept de celui-ci, Gaga explique que « The Fame est à propos de comment quelqu’un peut ressentir la célébrité. [...] La pop culture est l’art. Vous ne devenez pas populaire en détestant cette culture, donc, je l’ai accueillie à bras ouvert et cela transparaît dans la totalité de The Fame. Toutefois, cette célébrité est partageable. Je veux tous vous inviter à une grande fête. Je désire que les gens comprennent une partie de ce mode de vie ». Gaga déclare dans une interview avec MTV UK qu’elle a conçu l’album pendant plus deux ans et demi et qu’elle l’a terminé lors de la première semaine de janvier 2008. Tout en l'écrivant, Gaga compose les mélodies et le rythme synth des chansons y figurant en plus d’enregistrer le résultat avec le producteur RedOne. Selon Gaga, la première chanson, Just Dance, est une piste émotive et joyeuse qui concerne les gens traversant des moments difficiles dans leur vie. LoveGame, le second titre, est une chanson inspirée par les mots, « I wanna take a ride on your disco stick », qu’elle a dits à un homme, rencontré lors d’une soirée dans une boîte de nuit, à qui elle portait des envies sexuelles. Elle est écrite en moins de cinq minutes en se basant sur les paroles relatant le disco stick. Une autre chanson, Paparazzi, possède plusieurs connotations. Toutefois, Gaga atteste dans une interview avec About.com que le morceau musical est inspiré par la lutte qu’elle a menée pour obtenir la célébrité et l’amour. D'abord une chanson d’amour, Paparazzi traite également des médias et de l’impossibilité de posséder la gloire et l’amour simultanément.
Poker Face est inspirée par les anciens amants de Gaga qui aimaient le jeu tout en concernant aussi son expérience personnelle avec la bisexualité et les fantasmes qu’elle a eus à propos de femmes alors qu’elle fréquentait un homme, ceci représentant donc sa ‘poker face’,. Boys, Boys, Boys est quant à elle inspirée par le titre Girls, Girls, Girls des Mötley Crüe. Gaga déclare qu’elle désirait créer une version féminine de Girls, Girls, Girls que les rockeurs apprécieraient aussi. D'autre part, Beautiful, Dirty, Rich traite de l'auto-découverte de Gaga et de sa personnalité au moment où elle vivait dans le Lower East Side. Parallèlement, lors de cette période, elle consommait beaucoup de drogues et « ne faisait que fêter ». Eh, Eh (Nothing Else I Can Say) parle du fait de rompre avec son copain et de trouver quelqu’un de nouveau. Brown Eyes est inspirée par le groupe Queen et, selon Gaga, est le titre le plus vulnérable de l’album.

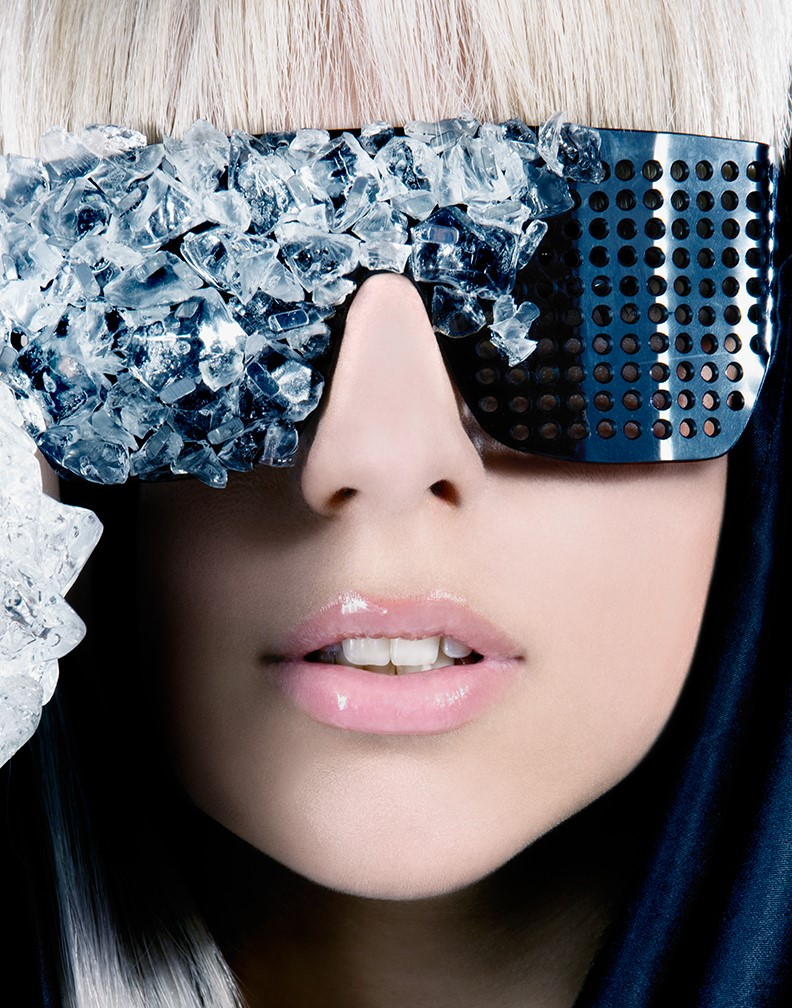
Image utilisée pour la pochette de

À la suite de la sortie de The Fame, Gaga clarifie les idées et les inspirations qui ont amené la création de l’album. Elle suggère que la chose la plus importante ayant été mise de côté dans la musique pop contemporaine est la combinaison entre l’imagerie visuelle de l’artiste et la musique. Gaga incorpore plusieurs éléments théâtraux dans ses performances en direct où elle chante des pistes issues de l’album. Elle espère ainsi que les gens prendront de nouveau en compte la performance artistique, qu’elle tente de moderniser avec son album et sa musique. Elle explique ceci en affirmant,

« J’ai réellement l’impression que cet album est vraiment différent du mouvement musical actuel — de nos jours, il y a plus de personnes utilisant l’autotune que de gens chantants du glam des années 1970 que d’auteurs-compositeurs enregistrant du rock. [...] The Fame n’est pas à propos de qui vous êtes — il traite de comment le monde entier veut que vous soyez. Achetez-le et écoutez-le avant de sortir ou d’aller dans la voiture. [...] Je pense de tout cœur que la population devrait laisser la créativité des artistes s’enrichir. Il m’a fallu un certain temps, dans lequel j’ai dû puiser des inspirations au plus profond de moi, mais je l’ai finalement eu. Je ne pourrais pas être plus fière de cet album. Ce n’est pas simplement un enregistrement, c’est un nouveau mouvement pop art. Il n’a pas vu le jour simplement pour accueillir une chanson. »

## Composition
Musicalement, l’album est influencé par le glam rock de la fin des années 1970 et par des musiciens tels que David Bowie et Queen. Gaga y incorpore un son de ce dernier style tout en y jumelant des mélodies pop et des crochets d’un genre qu’elle surnomme « pop théâtral ». La plupart des chansons, incluant Poker Face, Just Dance et LoveGame, possèdent un tempo rapide. Poker Face comprend des sons généralement sombres accompagnés de paroles explicitement prononcées et de crochets pop. D’autre part, Just Dance est globalement réalisé avec des synthétiseurs tandis que LoveGame intègre un rythme orienté vers la dance, contrairement à Money Honey qui assimile un groove modéré avec une musicalité techno. Le tout se résume à un rythme fait de synthétiseurs contenant quelques touches électroniques et certaines influences R&B. Dans un autre registre, Paparazzi inclut un rythme plus lourd tandis que Summerboy suit les traces de la musique de Blondie,. Plus calme comparé à l’album génériquement dance, Eh, Eh (Nothing Else I Can Say) est une ballade. La chanson est influencée par l’europop des années 1980 tout en incorporant un crochet du single Umbrella de Rihanna.
Au niveau des paroles, The Fame parle de la renommée et de la façon dont les gens la perçoivent. Poker Face, qui est à propos d'insinuations sexuelles et leur caractère obscène, entame le sujet de ces derniers thèmes. Gaga explique dans une interview avec le Daily Star que les paroles de cette piste traitent d’une certaine façon de la confusion pouvant être engendrée entre l’amour et le sexe. Selon BBC, la ligne « Mum-mum-mum-mah » y étant utilisée est plagiée du single Ma Baker, publié en 1977, de Boney M. Just Dance traite des intoxications pouvant avoir lieu pendant des fêtes, particulièrement dans les paroles « What’s going on the floor / I love this record, baby, but I can’t see straight anymore » qui se traduisent par « Que se passe-t-il sur le sol / J’aime cette chanson, bébé, mais je ne peux plus bien du tout ». LoveGame transmet un message lié à l’amour, la célébrité et à la sexualité, qui sont tous trois les sujets centraux de l’album. Paparazzi représente l’histoire d’une personne qui est suivie par quelqu’un attestant être son plus grand admirateur. Simultanément, les paroles suggèrent que l’envie de captiver l’attention des caméras et le désir d’obtenir la célébrité est une chose commune. Gaga explique ceci en disant,

« L’idée de The Fame va et vient. Initialement, si vous n’avez rien — ni d’argent, ni de popularité — vous pouvez tout de même vous sentir jolis, attirants et riches. Tout cela est à propos de faire des choix, et d’avoir des références — des choses que vous sélectionnez dans votre vie et en lesquelles vous croyez. C’est à propos de la découverte de soi-même et de faire preuve de créativité. L’album est peut sembler concentré sur un seul thème, mais, en fait, il est éclectique. La musique qui y figure a été créée pour inspirer les gens à se ressentir eux-mêmes, ainsi, ils ont la capacité de posséder, dans leur propre vie, un sens innée de la célébrité qu’ils peuvent projeter au monde entier. La nature insouciante de l’album est un reflet de cette philosophie. J’aime transmettre des idées intéressantes au reste du monde par l’intermédiaire de la pop. »

## Accueil critique
L’album est généralement bien reçu par les critiques musicaux professionnels. Il reçoit une note collective compilée par Metacritic de 71 sur 100. Matthew Chisling d’AllMusic atteste que « Alimenté par un rythme dance et des notes électroniques, The Fame [...] est un superbe et enjoué échantillon anti-pop actuel de haute qualité [...] Lady Gaga repousse toutes les limites avec The Fame, utilisant de lourds synthétiseurs ainsi que d’originaux crochets et grooves. Toutefois, du début à la fin, The Fame ne réussit pas à satisfaire de façon subtile les admirateurs de musique dance ». Nicole Powers d’URB salue les influences « de disco des années 1970 et d’electropop des années 1980 » dont fait part l’album et complimente « ses paroles ironiques livrées avec une petite touche de Gwen Stefani », ajoutant que « Gaga a réussi à composer des chansons invitant l’auditeur à tout simplement danser ». Mikael Wood d’Entertainment Weekly accorde une note de B- à l’album, déclarant qu’il « est remarquablement (et épuisement) épris de sa vision du monde dans lequel il est impossible de ne pas être joli, attirant et riche. Cette sorte de régime a, étonnamment, également ses propres charmes escapistes ». Alexis Petridis du The Guardian congratule Gaga pour avoir créé de bonnes mélodies. Selon lui, « The Fame voit le jour emballé de mélodies plus qu’entraînantes et d’indéniables bons crochets. À vrai dire, toutes les chansons en étant issues pourraient être un single à succès. [...] The Fame est sans aucun doute un véritable accomplissement ». Evan Sadwey de PopMatters critique négativement les titres Eh, Eh (Nothing Else I Can Say), Paper Gansta et Brown Eyes mais déclare ultimement que l’album est « un solide ouvrage dance » bien que, selon lui, « le crédit de son succès doit être attribué au producteur émergent RedOne ».
Joey Guerra du Houston Chronicle affirme que malgré le manque d’innovation des chansons de l’album, Gaga a réussi à créer du matériel musical réellement dance. Genevieve Koski du The A.V. Club et Sal Cinquemani du Slant Magazine comparent la voix de Gaga avec celle de Gwen Stefani. Koski certifie que l’album est « bien construit grâce à son énergie, son ambiance dance parfaite pour être jouée dans les clubs et son corps artistique ». Cinquemani déclare que « les paroles de Gaga alternent entre le bon marché [...] et le radotage absurde [...] tandis que la performance vocale qu’elle livre, bien qu’elle soit irrégulière, demeure bonne. [...] Les seules chansons qui ont un réel potentiel sont Poker Face, Strastruck, Paper Gagnsta et Summerboy — les autres sombrent sous leur désastreuse production et leurs chants sans émotion ». Freedom du Lac du The Washington Post critique l’album pour son manque d’avant-gardisme. Sarah Rodman du The Boston Globe écrit quant à elle qu’ « à première vue, l’album disco et léger de Lady Gaga pourrait facilement être confondu avec le quelconque opus de groupes tels que, disons, les Pussycat Dolls. Mais après une écoute plus approfondie, les paroles ingénieuses et les grooves glamour confirment que cette femme provenant du fin fond de New York a effectivement du potentiel dans son étrange esprit ». Le journaliste Robert Christgau atteste que l’album « manque cruellement d’authenticité et de profondeur ». Daniel Brockman de The Phoenix note que dans cet ouvrage, « Gaga augmente la qualité de son travail en termes d’écriture et de chansons entraînantes ». The Fame et son matériel reçoivent cinq nominations à la 52e cérémonie des Grammy Awards qui s’est déroulée le 2 décembre 2009. L’album en lui-même est nommé dans la catégorie Album de l’Année et remporte celle du Meilleur Album Dance/Electronique,.

## Performance dans les hit-parades
Aux États-Unis, The Fame commence son ascension dans le Billboard 200 à la 70e place à la suite de ses 24 000 copies vendues lors de la semaine du 15 novembre 2008,. Le 7 mars 2009, après une fluctuation de plusieurs mois, l’album atteint la 10e position. Par la suite, il touche le quatrième rang et se stabilise. À la suite de la sortie de The Fame Monster, dont les ventes sont combinées à celles de The Fame, l’album augmente de la 34e place à la sixième et se vend à 151 000 exemplaire en une semaine. Dans le classement du 16 janvier 2010, The Fame grimpe de nouveau dans le hit-parade et se classe à la deuxième position après avoir effectué une montée graduelle de soixante-deux semaines. Dans le Billboard Dance/Electronic Albums, il devient le premier album à être classé pendant 500 semaines, dont 180 semaines non consécutives à la première place. En mars 2020, il est certifié sextuple disque de platine par la Recording Industry Association of America (RIAA) pour ses six millions d’exemplaires écoulés aux États-Unis. Au total, The Fame est devenu l’album le plus acheté sur les plateformes virtuelles, s’écoulant à 961 000 exemplaires numériques,.

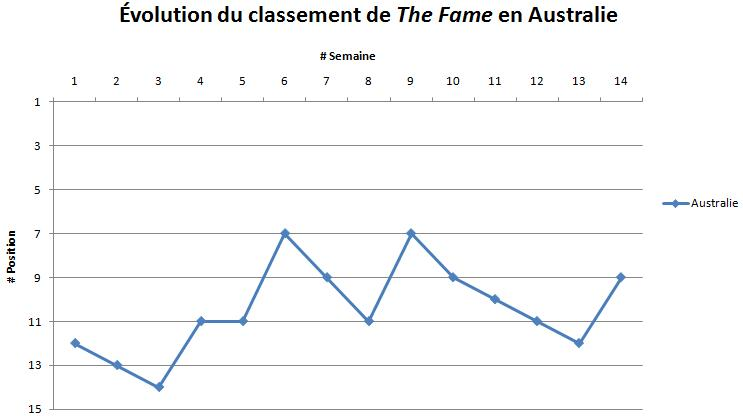
Évolution du classement de The Fame en Australie, retraçant les quatorze premières semaines de classement de la chanson.

Au Canada, l’enregistrement parvient au premier numéro du Canadian Albums Chart et est certifié septuple disque de platine par la Canadian Recording Industry Association (CRIA) pour ses 560 000 ventes nationales,. En Nouvelle-Zélande, il débute à la sixième place et atteint plus tard la deuxième position tout en étant certifié double disque de platine par la Recording Industry Association of New Zealand (RIANZ),. En Australie, l’album se classe d’abord au neuvième numéro puis touche le troisième,. Il est certifié triple disque de platine par l’Australian Recording Industry Association (ARIA) pour ses 210 000 ventes.
The Fame se classe initialement à la troisième position du UK Albums Chart. Après avoir oscillé dix semaines dans le top 10, il parvient finalement au rang ultime, remplaçant ainsi Songs for My Mother de Ronan Keating. Il y reste cinq semaines consécutives et est ultérieurement certifié quadruple fois disque de platine par la British Phonographic Industry (BPI),. En date du 25 juin 2011, il s’est vendu à 2,62 millions d’exemplaires dans ce pays. En plus de cela, l’album est le premier à s’être vendu à plus de 300 000 copies numériques au Royaume-Uni. En Irlande, The Fame entre dans le palmarès national à la huitième place puis, quatre semaines plus tard, trône à la première position,. Au niveau continental, l’album s’élève au premier numéro du European Hot 100 en plus d’également atteindre la première place des hit-parades autrichien et allemand,,. The Fame s’est aussi classé dans le « top 20 » de la Belgique, du Brésil, du Danemark, de l'Espagne, de la Finlande, de la France, de la Grèce, de la Hongrie, de l’Italie, du Japon, du Mexique, des Pays-Bas, de la Pologne, du Portugal, de la République tchèque, de la Russie, de la Suède et de la Suisse. Mondialement, il s’est écoulé à plus de 12 millions de copies,.

## Singles

Gaga en juillet 2009 sur la scène du T in the Park Festival chantant l'unique single promotionnel de l'album, Beautiful, Dirty Rich.

Le 17 juin 2008, Just Dance sort en tant que premier single de l’album via les plateformes de téléchargement numérique. La chanson est appréciée par les critiques, ceux-ci saluant sa nature dance et ses sonorités synth pop,. Elle est bien accueillie commercialement, atteignant la première position des hit-parades américain, australien, canadien, irlandais, néerlandais et britannique en plus de toucher le « top 10 » de plusieurs autres pays,,,,. La piste est nommée aux Grammy Awards dans la catégorie Meilleur Enregistrement Dance mais perd contre les membres du duo électronique Daft Punk qui gagnent avec leur chanson Harder, Better, Faster, Stronger.
Le second single de l’album, Poker Face, est commercialisé quelques mois plus tard. Il est également bien reçu par les critiques, qui apprécient ses notes robotiques ainsi que son refrain. Le single bénéficie d’un succès commercial supérieur à celui de Just Dance, trônant sur la quasi-totalité des palmarès nationaux. Par le même fait, Poker Face devient le second numéro un consécutif de Gaga au Hot 100, le classement américain,. Le morceau musical reçoit trois nominations aux Grammy Awards dans les catégories Chanson de l’Année, Enregistrement de l’Année et Meilleur Enregistrement Dance.  Il remporte finalement cette dernière nomination.
Eh, Eh (Nothing Else I Can Say) devient le troisième single de l’album en Australie, en Nouvelle-Zélande ainsi qu’au Danemark et le quatrième en France. La chanson reçoit des avis partagés de la part des critiques. Certains d’entre eux la comparent aux chansons typiques europop des années 1990 alors que d’autres la blâment de briser l’ambiance festive survolant la plupart des titres de The Fame et attestent qu’elle est un encombrement facultatif pour l’album. En Australie et en Nouvelle-Zélande, Eh, Eh (Nothing Else I Can Say) ne réussit pas à égaler le succès des singles précédents, parvenant respectivement à la 15e et la neuvième place des palmarès. Malgré cela, elle se positionne au deuxième rang du hit-parade suédois et au septième du classement français.
LoveGame sort en tant que troisième single aux États-Unis, au Canada et dans certains pays européens alors qu’il est commercialisé comme le quatrième single en Australie, en Nouvelle-Zélande et au Royaume-Uni. La chanson est bien accueillie par les journalistes qui soulignent son ton enjoué et sa ligne « I wanna take a ride on your disco stick ». Elle se classe dans le « top 10 » de plus de vingt pays, entre autres de celui de l’Australie, du Canada et des États-Unis,.
Le 6 juillet 2009, Paparazzi est commercialisé comme le troisième single au Royaume-Uni ainsi qu’en Irlande. Plus tard, il sort comme le quatrième extrait aux États-Unis et enfin, vers septembre de la même année, comme le cinquième dans le reste du monde. Le titre atteint le « top cinq » de l’Australie, du Canada, de l’Irlande ainsi que du Royaume-Uni et le « top 10 » des États-Unis. Il est salué par les critiques pour sa nature joyeuse et son aptitude à être joué dans les boîtes de nuit, certains affirmant même qu’il est le meilleur morceau musical de l’album. Le vidéoclip l’accompagnant est bâti sous forme de court-métrage mettant en scène Gaga se faisant sauvagement attaquer par son petit copain, puis prenant sa revanche tout en s’appropriant de nouveau la célébrité et la popularité.

## Promotion

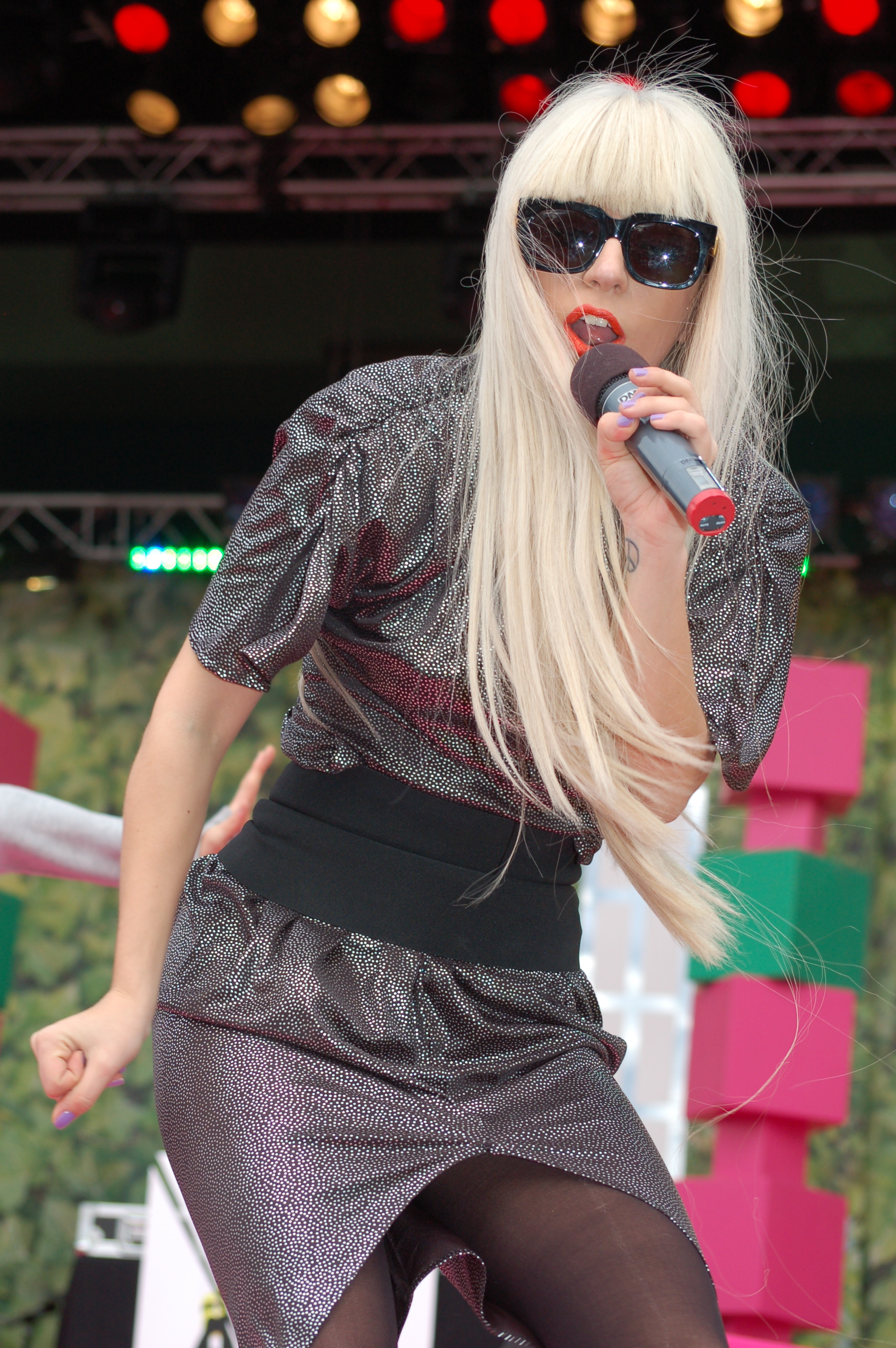
Gaga en août 2008 chantant le premier single de l'album, Just Dance, dans le cadre du programme télévisé musical en direct suédois Sommarkrysset.

Pour promouvoir l’album, Gaga réalise plusieurs performances à travers le monde. Sa première apparence télévisée a lieu le 7 juin 2008 lors des NewNowNext Awards, qui sont diffusés sur la chaîne Logo. Par la suite, elle visite les plateaux de So You Think You Can Dance, Jimmy Kimmel Live! et de The Tonight Show with Jay Leno,,. Elle interprète ultérieurement certaines de chansons au Viêt Nam lors de l’épreuve bikini du 57e concours Miss Univers. Le 31 janvier 2009, elle apparaît dans le programme télévisé irlandais Tbridy Tonight. De plus, trois chansons de The Fame sont utilisées dans la seconde saison de Gossip Girl: Paparazzi dans l’épisode Tous en Blanc!, Poker Face dans S & B: Podium ou coulisses ? et Money Honey dans B + C + V + N = La valse des couples,,.  Le 1er avril 2009, Gaga interprète Poker Face dans la variété American Idol. Dans le but de célébrer la création de la série Dirty Sexy Money, ABC crée un vidéoclip, réalisé par Melina Matsoukas, pour la chanson Beautiful, Dirty, Rich. Deux versions de la vidéo sont conçues - la première est composée d’extraits de l’émission Dirty Sexy Money alors que la seconde se trouve à être la version originale du clip. Le titre est d’abord annoncé comme étant le second single de Gaga, mais sa sortie est rapidement annulée pour être remplacée par celle de Poker Face.  La piste se classe tout de même au 83e rang du UK Singles Chart dû aux téléchargements numériques.
L’album est également promu par une tournée, The Fame Ball Tour, qui débute le 12 mars 2009 en Californie, à San Diego. La première partie de la tournée, s’échelonnant sur tout le mois de mars, se déroule en Amérique du Nord et est suivie par des concerts en Océanie puis en Europe. À la suite des fortes ventes, de nouvelles représentations sont organisées en Asie et par la suite en Allemagne dans le cadre du festival V. Finalement, certains concerts en Amérique du Nord ayant été reportés concluent la tournée. Celle-ci est décrite par Gaga comme une visite dans un musée jumelant la vision pop d’Andy Warhol et son concept artistique. Dans certains cas, l’argent récolté par les ventes de billets est distribué à des associations caritatives. Dans le but d’accommoder le décor aux salles plus petites, le concert bénéficie d’une version alternative comprenant des effets spéciaux plus minimes et des changements moins fréquents. Séparés en quatre segments, dont le commencement est marqué par une vidéo d’interlude, les spectacles de la tournée se terminent avec un rappel. La programmation de la tournée est constituée uniquement de titres extraits de The Fame. Gaga y chante vêtue de nombreux costumes incluant une robe faite uniquement de bulles de plastique transparentes. Lors d’une des représentations, Gaga inaugure une chanson inédite intitulée Future Love. Une programmation alternative avec moins de changements de costume est mise en place pour les concerts européens. Au niveau critique, la tournée est accueillie favorablement par les journalistes, qui complimentent la clarté vocale et le sens de la mode de Gaga ainsi que son habileté à mettre en valeur la théâtralité comme le ferait un artiste professionnel.

## The Fame Monster

Gaga et Elton John en mai 2010 interprétant une chanson de The Fame Monster, Speechless, lors du Rainforest.

Initialement destiné à être une réédition de The Fame contenant quelques nouvelles chansons, Gaga et sa maison de disques, Interscope Records, annoncent que The Fame Monster serait un album à part entière contenant huit titres inédits. Toutefois, la version deluxe est quant à elle une réédition dans laquelle se trouve toutes les chansons de The Fame additionnées à celles de The Fame Monster. Les critiques contemporains offrent une note positive à l’album, la majorité saluant les chansons Bad Romance, Telephone et Dance in the Dark. Dans certains pays, les ventes de l’album sont combinées à celle de The Fame alors que dans d’autres tels que les États-Unis, le Canada, l'Australie et le Japon, elles sont compilées individuellement. The Fame Monster devient un succès commercial, atteignant le top 10 de la plupart des pays. Une tournée, The Monster Ball Tour, est mise sur pied dans le but de promouvoir l’album. Elle s’entame le 27 novembre 2009 au Canada, à Montréal, et se termine le 6 mai 2011 au Mexique, à Mexico.

## Liste des pistes
Toutes les chansons sont écrites par Lady Gaga ; Informations additionnelles ci-dessous.
| No  | Titre                           | Auteur                                  | Producteur(s)         | Durée |
| --- | ------------------------------- | --------------------------------------- | --------------------- | ----- |
| 1.  | Just Dance (avec Colby O'Donis) | Lady Gaga, RedOne, Aliaune Thiam        | RedOne                | 4:01  |
| 2.  | LoveGame                        | Lady Gaga, RedOne                       | RedOne                | 3:31  |
| 3.  | Paparazzi                       | Lady Gaga, Rob Fusari                   | Rob Fusari, Lady Gaga | 3:28  |
| 4.  | Beautiful, Dirty, Rich          | Lady Gaga, Rob Fusari                   | Rob Fusari            | 2:52  |
| 5.  | Eh, Eh (Nothing Else I Can Say) | Lady Gaga, Martin Kierszenbaum          | Kierszenbaum          | 2:55  |
| 6.  | Poker Face                      | Lady Gaga, RedOne                       | RedOne                | 3:57  |
| 7.  | The Fame                        | Lady Gaga, Martin Kierszenbaum          | Martin Kierszenbaum   | 3:42  |
| 8.  | Money Honey                     | Lady Gaga, RedOne, Bilal Hajji          | RedOne                | 3:06  |
| 9.  | Again Again                     | Lady Gaga, Rob Fusari                   | Rob Fusari            | 3:04  |
| 10. | Boys Boys Boys                  | Lady Gaga, RedOne                       | RedOne                | 3:20  |
| 11. | Brown Eyes                      | Lady Gaga, Rob Fusari                   | Rob Fusari, Lady Gaga | 4:02  |
| 12. | Summerboy                       | Lady Gaga, Brian Kierulf, Josh Schwartz | Brian & Josh          | 4:13  |

| 13. | I Like It Rough | Lady Gaga, Martin Kierszenbaum | Martin Kierszenbaum | 3:22 |

| 1.  | Just Dance (avec Colby O'Donis)            | RedOne, Auliam Thiam                             | RedOne                            | 4:01 |
| 2.  | LoveGame                                   | RedOne                                           | RedOne                            | 3:36 |
| 3.  | Paparazzi                                  | Rob Fusari                                       | Rob Fusari, Lady Gaga             | 3:28 |
| 4.  | Poker Face                                 | RedOne                                           | RedOne                            | 3:57 |
| 5.  | Eh, Eh (Nothing Else I Can Say)            | Martin Kierszenbaum                              | Martin Kierszenbaum               | 2:55 |
| 6.  | Beautiful, Dirty, Rich                     | Rob Fusari                                       | Rob Fusari                        | 2:52 |
| 7.  | The Fame                                   | Martin Kierszenbaum                              | Martin Kierszenbaum               | 3:42 |
| 8.  | Money Honey                                | RedOne, Bilal Hajji                              | RedOne                            | 2:50 |
| 9.  | Starstruck (avec Space Cowboy et Flo Rida) | Martin Kierszenbaum, Nick Dresti, Tramar Dillard | Martin Kierszenbaum, Space Cowboy | 3:37 |
| 10. | Boys Boys Boys                             | RedOne                                           | RedOne                            | 3:20 |
| 11. | Paper Gangsta                              | RedOne                                           | RedOne                            | 4:23 |
| 12. | Brown Eyes                                 | Lady Gaga, Rob Fusari                            | Lady Gaga                         | 4:03 |
| 13. | I Like It Rough                            | Martin Kierszenbaum                              | Martin Kierszenbaum               | 3:22 |
| 14. | Summerboy                                  | Kierulf, Schwartz                                | Brian & Josh                      | 4:13 |
| 15. | Disco Heaven                               | Rob Fusari, Tom Kafafian                         | Rob Fusari                        | 3:41 |

| 1.  | Just Dance (avec Colby O'Donis)            | RedOne, Thiam                             | RedOne                     | 4:01 |
| 2.  | LoveGame                                   | RedOne                                    | RedOne                     | 3:36 |
| 3.  | Paparazzi                                  | Rob Fusari                                | Rob Fusari, Lady Gaga      | 3:28 |
| 4.  | Poker Face                                 | RedOne                                    | RedOne                     | 3:57 |
| 5.  | I Like It Rough                            | Kierszenbaum                              | Kierszenbaum               | 3:22 |
| 6.  | Eh, Eh (Nothing Else I Can Say)            | Kierszenbaum                              | Kierszenbaum               | 2:55 |
| 7.  | Starstruck (avec Space Cowboy et Flo Rida) | Kierszenbaum, Nick Dresti, Tramar Dillard | Kierszenbaum, Space Cowboy | 3:37 |
| 8.  | Beautiful, Dirty, Rich                     | Rob Fusari                                | Rob Fusari                 | 2:52 |
| 9.  | The Fame                                   | Kierszenbaum                              | Kierszenbaum               | 3:42 |
| 10. | Money Honey                                | RedOne, Hajji                             | RedOne                     | 2:50 |
| 11. | Boys Boys Boys                             | RedOne                                    | RedOne                     | 3:20 |
| 12. | Paper Gangsta                              | RedOne                                    | RedOne                     | 4:23 |
| 13. | Brown Eyes                                 | Lady Gaga, Rob Fusari                     | Lady Gaga                  | 4:03 |
| 14. | Summerboy                                  | Kierulf, Schwartz                         | Brian & Josh               | 4:13 |
| 15. | Disco Heaven                               | Rob Fusari, Tom Kafafian                  | Rob Fusari                 | 3:41 |
| 16. | Again Again                                | Rob Fusari                                | Rob Fusari                 | 3:04 |
| 17. | LoveGame (Space Cowboy Remix)              | RedOne                                    | Space Cowboy               | 3:20 |

| 1.  | Just Dance (avec Colby O'Donis)                                | RedOne, Thiam                             | RedOne                     | 4:01 |
| 2.  | LoveGame                                                       | RedOne                                    | RedOne                     | 3:36 |
| 3.  | Paparazzi                                                      | Rob Fusari                                | Rob Fusari, Lady Gaga      | 3:28 |
| 4.  | Poker Face                                                     | RedOne                                    | RedOne                     | 3:57 |
| 5.  | I Like It Rough                                                | Kierszenbaum                              | Kierszenbaum               | 3:22 |
| 6.  | Eh, Eh (Nothing Else I Can Say)                                | Kierszenbaum                              | Kierszenbaum               | 2:55 |
| 7.  | Starstruck (avec Space Cowboy et Flo Rida)                     | Kierszenbaum, Nick Dresti, Tramar Dillard | Kierszenbaum, Space Cowboy | 3:37 |
| 8.  | Beautiful, Dirty, Rich                                         | Rob Fusari                                | Rob Fusari                 | 2:52 |
| 9.  | The Fame                                                       | Kierszenbaum                              | Kierszenbaum               | 3:42 |
| 10. | Money Honey                                                    | RedOne, Hajji                             | RedOne                     | 2:50 |
| 11. | Boys Boys Boys                                                 | RedOne                                    | RedOne                     | 3:20 |
| 12. | Paper Gangsta                                                  | RedOne                                    | RedOne                     | 4:23 |
| 13. | Brown Eyes                                                     | Lady Gaga, Rob Fusari                     | Lady Gaga                  | 4:03 |
| 14. | Summerboy                                                      | Kierulf, Schwartz                         | Brian & Josh               | 4:13 |
| 15. | Disco Heaven                                                   | Fusari, Tom Kafafian                      | Fusari                     | 3:41 |
| 16. | Again Again                                                    | Rob Fusari                                | Rob Fusari                 | 3:04 |
| 17. | Poker Face (Live from the Cherry Tree House)                   | RedOne                                    | Kierszenbaum               | 3:38 |
| 18. | Eh, Eh (Nothing Else I Can Say) (Pet Shop Boys Extented Remix) | Kierszenbaum                              | Pet Shop Boys              | 6:31 |
| 19. | Just Dance (Space Cowboy Remix)                                | RedOne, Thiam                             | Space Cowboy               | 5:01 |
| 20. | LoveGame (Robot to Mars Remix)                                 | RedOne                                    | Robot to Mars              | 3:13 |
| 21. | The Fame (Glam As You Remix)                                   | Kierszenbaum                              | Guena LG                   | 3:57 |
| 22. | Christmas Tree (avec Space Cowboy)                             | Rob Fusari                                | Kierszenbaum, Space Cowboy | 2:26 |
| 23. | Retro, Dance, Freak                                            | Rob Fusari, Calvin Gaines                 | Rob Fusari                 | 3:41 |

## Crédits
Les données sont issues du livret de The Fame.
| - Akon – choriste - Victor Bailey – bassiste - Vicki Boyd – A&R, coordonnatrice - Troy Carter – attaché de presse - Lisa Einhorn-Gilder – coordonnatrice en chef - Flo Rida – rappeur - Rob Fusari – producteur, coproducteur délégué - Calvin « Sci-Fidelty » Gaines – programmeur, bassiste - Gene Grimaldi – matriceur - Vincent Herbert – producteur délégué, A&R - Pieter Henket – photographe - Tom Kafafian – guitariste - Dyana Kass – Attachée de presse en chef - Martin Kierszenbaum – producteur, A&R - Brian Kierulf – producteur, arrangeur - Lady Gaga – chanteuse, choriste, pianiste, claviste, musicienne | - Leah Landon – attachée de presse - Candice Lawler – photographe - Dave Murga – batteur - Colby O'Donis – chanteur, choriste - Robert Orton – mixeur - Jennifer Paola – A&R en chef - RedOne – producteur, musicien, programmeur, enregistreur, choriste, coproducteur délégué - Andrea Ruffalo – superviseuse A&R - Dave Russell – ingénieur de son - Warwick Saint – photographe - Joshua Schwartz – producteur, arrangeur - Space Cowboy – producteur, chanteur - Joe Tomino – batteur - Tony Ugval – ingénieur de son - Liam Ward – directeur artistique |

## Classements, certifications et successions

### Classements et certifications
| Pays                                  | Position | Temps au hit-parade | Certification |
| ------------------------------------- | -------- | ------------------- | ------------- |
| Allemagne                             | 1er      | 80 semaines         | 9 × Or        |
| Arabie saoudite                       | NC       | NC                  | Platine       |
| Australie                             | 3e       | 69 semaines         | 3 × Platine   |
| Autriche                              | 1er      | 118 semaines        | 4 × Platine   |
| Belgique (Fr)                         | 8e       | 50 semaines         | 2 × Platine · |
| Belgique (Nl)                         | 4e       | 49 semaines         | 2 × Platine · |
| Brésil                                | 15e      | ~ 20 semaines       | 2 × Platine,  |
| Canada                                | 1er      | 91 semaines         | 7 × Platine   |
| Danemark                              | 2e       | 42 semaines         | Platine       |
| Espagne                               | 3e       | 87 semaines         | Platine       |
| États-Unis                            | 2e       | 369 semaines        | 6 × Platine   |
| États-Unis (Dance/Electronic Albums), | 1er      | 535 semaines        | 6 × Platine   |
| Union européenne                      | 1er      | 99 semaines         | 2 × Platine   |
| Finlande                              | 3e       | 36 semaines         | Platine       |
| France                                | 2e       | 136 semaines        | Diamant       |
| Grèce                                 | 2e       | 33 semaines         | Platine       |
| Hongrie                               | 2e       | 119 semaines        | 2 × Platine   |
| Irlande                               | 1er      | 127 semaines        | 9 × Platine   |
| Italie                                | 13e      | 9 semaines          | Or            |
| Japon                                 | 6e       | 124 semaines        | 3 × Platine   |
| Liban                                 | NC       | NC                  | Or            |
| Mexique                               | 2e       | 117 semaines        | Platine       |
| Norvège                               | 4e       | 35 semaines         | Or            |
| Nouvelle-Zélande                      | 2e       | 49 semaines         | 5 × Platine   |
| Pays-Bas                              | 12e      | 42 semaines         |               |
| Pologne                               | 1er      | 37 semaines         | 3 × Platine   |
| Portugal                              | 3e       | 51 semaines         | Platine       |
| Royaume-Uni                           | 1er      | 128 semaines        | 4 × Platine   |
| Russie                                | 5e       | ~ 30 semaines       | 4 × Platine   |
| Suède                                 | 15e      | 52 semaines         | Or            |
| Suisse                                | 1er      | 129 semaines        | 4 × Platine   |
| Tchéquie                              | 2e       | 74 semaines         |               |

| Pays                                 | Position | Année | Période     |
| ------------------------------------ | -------- | ----- | ----------- |
| Allemagne                            | 4e       | 2009  | 2009 - 2010 |
| Australie                            | 9e       | 2009  | 2009 - 2010 |
| Autriche                             | 2e       | 2009  | 2009 - 2010 |
| Belgique (Fr)                        | 36e      | 2009  | 2009 - 2010 |
| Belgique (Nl)                        | 8e       | 2009  | 2009 - 2010 |
| Canada                               | 3e       | 2009  | 2009 - 2010 |
| Danemark                             | 10e      | 2009  | 2009 - 2010 |
| États-Unis                           | 8e       | 2009  | 2009 - 2010 |
| États-Unis (Dance/Electronic Albums) | 1er      | 2009  | 2009 - 2010 |
| Union européenne                     | 1er      | 2009  | 2009 - 2010 |
| France                               | 22e      | 2009  | 2009 - 2010 |
| Hongrie                              | 6e       | 2009  | 2009 - 2010 |
| Irlande                              | 3e       | 2009  | 2009 - 2010 |
| Italie                               | 82e      | 2009  | 2009 - 2010 |
| Japon                                | 42e      | 2009  | 2009 - 2010 |
| Mexique                              | 10e      | 2009  | 2009 - 2010 |
| Nouvelle-Zélande                     | 3e       | 2009  | 2009 - 2010 |
| Royaume-Uni                          | 2e       | 2009  | 2009 - 2010 |
| Suède                                | 56e      | 2009  | 2009 - 2010 |
| Suisse                               | 2e       | 2009  | 2009 - 2010 |
| Allemagne                            | 3e       | 2010  | 2010 - 2011 |
| Autriche                             | 1er      | 2010  | 2010 - 2011 |
| États-Unis                           | 4e       | 2010  | 2010 - 2011 |
| États-Unis (Dance/Electronic Albums) | 1er      | 2010  | 2010 - 2011 |
| Union européenne                     | 1er      | 2010  | 2010 - 2011 |
| Hongrie                              | 3e       | 2010  | 2010 - 2011 |
| Japon                                | 14e      | 2010  | 2010 - 2011 |
| Mexique                              | 5e       | 2010  | 2010 - 2011 |
| Royaume-Uni                          | 3e       | 2010  | 2010 - 2011 |
| Suisse                               | 1er      | 2010  | 2010 - 2011 |

| Pays                                 | Position | Décennie | Période     |
| ------------------------------------ | -------- | -------- | ----------- |
| Australie                            | 89e      | 2000     | 2000 - 2010 |
| Autriche                             | 2e       | 2000     | 2000 - 2010 |
| États-Unis (Dance/Electronic Albums) | 3e       | 2000     | 2000 - 2010 |

## Historique de sortie
| Pays        | Date             | Format                                          | Label                                        |
| ----------- | ---------------- | ----------------------------------------------- | -------------------------------------------- |
| Canada      | 19 août 2008     | CD, LP, Téléchargement numérique                | Universal Music                              |
| Australie   | 5 septembre 2008 | CD, Téléchargement numérique (première édition) | Universal Music                              |
| Australie   | 28 octobre 2008  | CD, Téléchargement numérique (seconde édition)  | Universal Music                              |
| États-Unis  | 28 octobre 2008  | CD, LP, Téléchargement numérique                | Interscope, Streamline, Kon Live, Cherrytree |
| Italie      | 31 octobre 2008  | CD, Téléchargement numérique (première édition) | Universal Music                              |
| Allemagne   | 2 décembre 2008  | CD, Téléchargement numérique                    | Universal Music                              |
| Royaume-Uni | 12 janvier 2009, | CD, Téléchargement numérique                    | Polydor                                      |
| Italie      | 30 janvier 2009  | CD, Téléchargement numérique (seconde édition)  | Universal Music                              |
| Argentine   | 16 février 2009  | CD                                              | Universal Music                              |
| Espagne     | 24 février 2009  | CD, Téléchargement numérique                    | Universal Music                              |
| Brésil      | 31 mars 2009     | CD                                              | Universal Music                              |
| Chine       | 4 mai 2009       | CD                                              | Universal Music                              |
| Japon       | 20 mai 2009      | CD                                              | Universal Music                              |
| Japon       | 22 juillet 2009, | CD + DVD                                        | Universal Music                              |
| Australie   | 11 juin 2010     | USB                                             | Interscope, Streamline, Kon Live             |